# 马佐平
马佐平（Tso-Ping Ma，1945年11月13日—2021年4月6日），美籍华裔電機工程學家，出生于甘肃兰州，籍贯浙江东阳，耶鲁大学Raymond John Wean讲席教授、中華民國中央研究院院士、中国科学院外籍院士。

## 生平
1945年11月13日马佐平出生于兰州，后前往台湾，1968年毕业于国立台湾大学电机系。此后赴美国留学，先后于1971年、1974年获耶鲁大学硕士、博士学位。毕业后在IBM从事研究，1977年起任教于耶鲁大学。1991年至1996年、2000年至2007年间两度出任电机工程系主任。
他是电气电子工程师学会（IEEE）、美国物理学会、美国电化学学会、美国材料研究学会等学会的成员，同时也是美国国家工程院院士（2003年）、中国科学院外籍院士（2008年）。他还曾获得过IEEE葛洛夫奖（Andrew S. Grove Award，2005年）、潘文渊杰出研究奖（2005年）、康乃狄克州科技勋章（Connecticut Medal of Technology，2008年）及台灣中央研究院院士（工程科學組—2012年）等奖项。

## 外部連結
1. ↑  院士簡歷/工程科學組/馬佐平中央研究院